# Xã hội thượng lưu

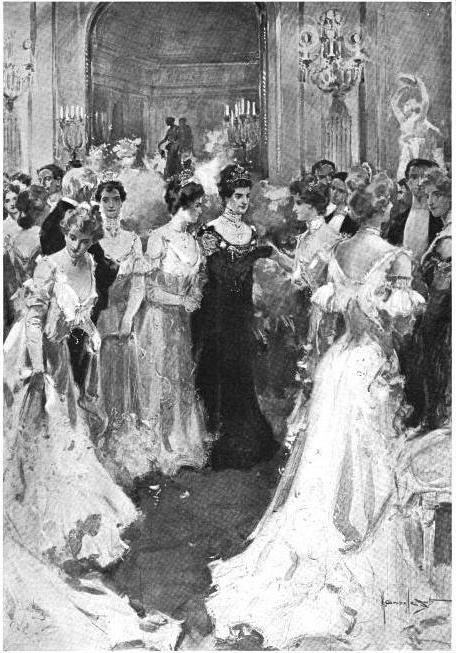
Quý bà Caroline Astor và các vị khách mời, tranh vẽ năm 1902

Xã hội thượng lưu, hay còn gọi là cuộc sống thượng lưu, đời sống thượng lưu hoặc cuộc sống vương giả, cuộc sống xa hoa, là cách hành xử và lối sống của những người thuộc hàng cao nhất về sự giàu có và địa vị xã hội, bao gồm các mối quan hệ liên đới, các sự kiện xã giao và hành động thực tế. Những câu lạc bộ xã hội tầm cao mở rộng cánh cửa đối với các nhân vật dựa trên sự đánh giá thứ bậc và vai trò của họ trong xã hội thượng lưu. Như trong xã hội thượng lưu Hoa Kỳ có cuốn Social Register theo truyền thống là nguồn tài nguyên then chốt để nhận diện các thành viên đủ tư cách. Còn trên phạm vi toàn cầu, xin xem bài giới thượng lưu. Chất lượng nhà ở, trang phục, người hầu và bữa ăn là biểu hiện dễ nhận thấy của toàn thể hội viên.